# Liên minh Tiến bộ Xã hội và Dân chủ
Liên minh Tiến bộ Xã hội và Dân chủ (S&D) là một nhóm chính trị trong Nghị viện châu Âu của Đảng Xã hội chủ nghĩa châu Âu (PES). Liên minh Tiến bộ Xã hội và Dân chủ chính thức được thành lập với tư cách là một nhóm xã hội chủ nghĩa vào ngày 29 tháng 6 năm 1953, trở thành nhóm chính trị lâu đời nhất trong nghị viện châu Âu sau ALDE (Liên minh Tự do và Dân chủ Châu Âu). Nhóm thông qua tên được sử dụng cho tới nay từ ngày 23 tháng 6 năm 2009. Xu hướng trung tả, nhóm chủ yếu bao gồm các đảng dân chủ xã hội, và được liên kết với Liên minh Tiến bộ, một liên minh quốc tế các đảng và tổ chức chính trị Dân chủ Xã hội và Cấp tiến.
Cho đến cuộc bầu cử Nghị viện Châu Âu năm 1999, tổ chức này là nhóm lớn nhất trong Quốc hội; nhưng kể từ những cuộc bầu cử đó, tổ chức này liên tục là nhóm lớn thứ hai. Trong cuộc họp Quốc hội lần thứ 8, S & D là nhóm nghị viện duy nhất có đại diện từ 28 quốc gia thành viên EU.
Trong Hội đồng châu Âu, 8 trong số 28 nguyên thủ quốc gia và người đứng đầu chính phủ thuộc nhóm S&D và trong Ủy ban châu Âu, 8 trong số 28 ủy viên đến từ các đảng thuộc PES.

## Lịch sử
Nhóm Xã hội là một trong ba nhóm đầu tiên được thành lập vào ngày 23 tháng 6 năm 1953 trong Nghị viện chung của Cộng đồng Than Thép châu Âu. Nghị viện chung là tổ chức tiền nhiệm của Nghị viện châu Âu. Một văn phòng nhóm và ban thư ký được thành lập tại Luxembourg. Nhóm này tiếp tục thông qua việc thành lập nghị viện được bổ nhiệm vào năm 1958, và khi Nghị viện trở thành một cơ quan được bầu vào năm 1979 sau cuộc bầu cử đầu tiên của châu Âu, nhóm này đã trở thành nhóm lớn nhất theo con số đại biểu nghị viện châu Âu.
Năm 1987, Đạo luật châu Âu chung, mục đích chính là để thành lập Thị trường chung châu Âu, có hiệu lực và nhóm bắt đầu hợp tác với Đảng Nhân dân châu Âu (EPP) để đảm bảo đa số cần thiết trong thủ tục hợp tác. Liên minh Tả-Hữu giữa nhóm Xã hội và Đảng EPP đã thống trị Quốc hội kể từ đó và (với một vài ngoại lệ ) ghế của Chủ tịch Nghị viện được hai nhóm chia nhau cho tới bây giờ.
Trong khi đó, các đảng quốc gia cũng tổ chức thành lập nhóm ở cấp Châu Âu ngoài Quốc hội, tạo ra Liên minh các Đảng Xã hội chủ nghĩa của Cộng đồng Châu Âu năm 1974. Liên minh này được kế nhiệm bởi Đảng Xã hội chủ nghĩa châu Âu (PES) vào năm 1992. Kết quả là, nhóm nghị viện được đổi tên thành Nhóm của Đảng Xã hội chủ nghĩa châu Âu vào ngày 21 tháng 4 năm 1993.
Năm 1999, Quốc hội từ chối chấp thuận Ủy ban Santer xử lý ngân sách EU. Các cáo buộc tham nhũng tập trung vào hai ủy viên PES, Édith Cresson và Manuel Marín. Nhóm ban đầu hỗ trợ Ủy ban nhưng sau đó rút lại sự ủng hộ của họ, buộc Ủy ban phải từ chức.
Nhóm được đổi tên một lần nữa thành Nhóm Xã hội chủ nghĩa tại Nghị viện châu Âu vào ngày 20 tháng 7 năm 2004 và được trao một biểu tượng khác để phân biệt tổ chức nhóm PES từ Đảng Chính trị châu Âu PES.
Năm 2007, Nhóm Xã hội chủ nghĩa là nhóm lớn thứ hai trong Quốc hội, với các đại biểu nghị viện châu Âu từ tất cả các quốc gia thành viên, ngoại trừ Latvia và Cộng hòa Síp. Tuy nhiên, cuộc bầu cử ở châu Âu năm 2009 đã làm giảm số lượng đại biểu nghị viện châu Âu như trong năm 2004. Nhóm này tìm kiếm thêm thành viên trong Đảng Dân chủ của Ý, không liên kết với PES trong năm 2009. Khi kết thúc nhiệm kỳ của Nghị viện 2004-2009, Đảng Dân chủ Ý có 8 thành viên trong Nhóm Xã hội chủ nghĩa (từ Đảng viên Dân chủ cánh tả), nhưng cũng có 8 thành viên trong Nhóm ALDE (đến từ Daisy). Đảng Dân chủ là một tập hợp các nhóm Trung Tả, bị ảnh hưởng mạnh mẽ bởi chủ nghĩa dân chủ xã hội và phe Kitô thiên Tả, và có cả các đại biểu nghị viện châu Âu từng là những người theo Đảng Dân chủ Thiên chúa giáo hoặc có những quan điểm chính trị khác. Vì vậy, phải cần một tên cho nhóm mới và bao gồm nhiều hơn.
Nhóm này định đặt tên là Alliance of Socialists and Democrats for Europe (ASDE) nhưng tên đó dường như quá giống với Alliance of Liberals and Democrats for Europe (ALDE). Tên gọi Liên minh Tiến bộ Xã hội và Dân chủ được đề cử vào ngày 18 tháng 6 bởi Chủ tịch nhóm Martin Schulz và nó được đổi tên vào ngày 23 tháng 6 năm 2009. Viết tắt tiếng Anh ban đầu không rõ ràng, được tường thuật khác nhau là PASD hay S&D Group hoặc PASDE.. Tuy nhiên, các đại biểu nghị viện châu Âu Xã hội không hài lòng đối với cái tên mới, dẫn tới việc Martin Schulz thừa nhận rằng cái tên này vẫn đang được xem xét, và nhóm này sẽ được gọi là nhóm 'xã hội chủ nghĩa và dân chủ' cho tới khi nào một tên sau cùng được chọn . Vào ngày 14 tháng 7 năm 2009, ngày đầu tiên của phiên họp hiến pháp nhiệm kỳ 2009-2014, tên nhóm đầy đủ chính thức là Nhóm Liên minh Tiến bộ Xã hội và Dân chủ ở nghị viện châu Âu (chữ viết tắt là S&D).
Nhóm S&D tham gia Liên minh Tiến bộ khi nó chính thức được thành lập vào ngày 22 tháng 5 năm 2013  và là một thành viên của ban điều hành tổ chức. Nhóm này trước đây là một tổ chức liên kết của Quốc tế xã hội chủ nghĩa.